# Fritz Engelhardt
Fritz Engelhardt alias „Harry Hirsch“ ist ein ehemaliger deutscher Automobilrennfahrer.

## Karriere

### Deutsche Rennsport-Meisterschaft
Fritz Engelhardt begann seine Rennfahrerlaufbahn als Privatfahrer in den 1970er Jahren im Tourenwagen-Motorsport.
1977 startete er mit einem Porsche 930 im Deutschen Automobil-Rundstrecken-Pokal (DARM). Dort erreichte er in den Rennen in Saarlouis, Hockenheim und auf der Avus jeweils einen zweiten Platz in der Gruppe 3+3.0.
Von 1978 bis 1980 fuhr er unter seinem Aliasnamen Harry Hirsch mit einem Porsche 934 in der 1. Division der Deutschen Rennsport-Meisterschaft (DRM). Seine besten Saison-Platzierungen erreichte er dort 1979 mit jeweils dreimal einem 10. Platz in den Läufen in Mainz-Finthen, Zandvoort und am Nürburgring.
1980 beendete er nach dem DRM-Rennen in Zolder, das er ebenfalls mit einem 10. Rang beendete, seine Rennsportkarriere.

### Interserie
Neben der DRM startete er 1979 in einem Rennen in der 1. Division der Interserie. Dort fuhr er mit einem Porsche 935 in Kassel-Calden auf den 8. Platz.